# 372 до н. е.

## Події
- цар Вірменії Ван